# Droit de timbre en France
Pour les articles homonymes, voir Droit de timbre (homonymie).
Pour un article plus général, voir Timbre fiscal.
En France, le droit de timbre est un impôt perçu principalement lors de l'établissement ou de la remise d'actes juridiques ou de documents d'identité. D'autres taxes, des droits de douane et des amendes ont pu ou peuvent encore être payés au moyen de timbre fiscaux.
Créé en 1655 et appliqué régulièrement à partir de 1674, le droit de timbre a beaucoup varié en matière de bases d'imposition, d'assiette, de tarifs et de modalités pratiques d'acquittement. Il est toujours perçu en 2019, principalement de façon dématérialisée. Depuis la codification des textes fiscaux en 1950, le droit de timbre est régi par le chapitre II du titre IV du livre Ier de la première partie du code général des impôts qui fixe, dans son article 887, les différentes formes d'acquittement de ce droit.

## Papier timbré (1655-1986)

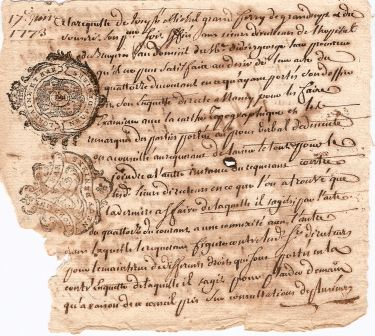
Document rédigé en Lorraine en 1773 sur papier timbré.

L'utilisation de papier timbré est prévue par un édit de 1655 que les parlements refusent d'abord d'enregistrer. Le système ne se met vraiment en place qu'à partir de 1674, et l'introduction de cet impôt est marqué par d'importantes révoltes, notamment en Guyenne et en Bretagne (Révolte du papier timbré). Sous l'Ancien Régime, la forme des papiers timbrés changeait d'une généralité et d'un territoire à l'autre. Dans certaines régions, il était confié à la Ferme générale.
En 1791, le pouvoir révolutionnaire unifie le modèle du papier timbré, qui porte désormais le nom ou le numéro du département. L'image utilisée dans le papier est ensuite amenée à changer au fil des régimes successifs.
L'apparition et le développement du timbre mobile tendent à réduire la place du papier timbré qui est finalement supprimé en 1986.

## Timbre fiscal mobile (1860-2018)

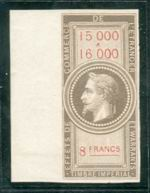
Timbre d'effet de commerce (Napoléon III) pour 8 francs

Le timbre fiscal est constitué sous la même forme que les timbres postaux instaurés quelques années auparavant. Créés par la loi du 11 juin 1859, les premiers timbres fiscaux mobiles sont imprimés en 1860. Ils sont d'abord réservés à l'acquittement du droit proportionnel sur les effets de commerce venant de territoires n'utilisant pas le papier timbré français (c'est-à-dire de l'étranger mais aussi de certaines colonies). Leur utilisation est étendue aux warrants en 1863 puis aux autres effets de commerce français en 1874.
En 1862, la loi du 2 juillet crée d'autres timbres mobiles pour le paiement du droit dit « de dimension », dont le montant dépend de la dimension du papier. D'autres types de timbres correspondant à d'autres formes d'imposition sur des domaines spécifiques sont ensuite créées entre 1862 et 1925.
Cette année-là, un décret du 9 juillet crée le timbre fiscal de la « série unifiée », destiné à être utilisé en lieu et place de plusieurs timbres sectoriels, mais avec de nombreuses exceptions, dont celle des timbres de dimension qui subsistent. D'usage restreint dans les années 2000, le timbre fiscal mobile est supprimé fin 2018 au profit du timbre dématérialisé, sauf pour certaines amendes.

## Timbre moderne: de la machine à timbrer au timbre électronique

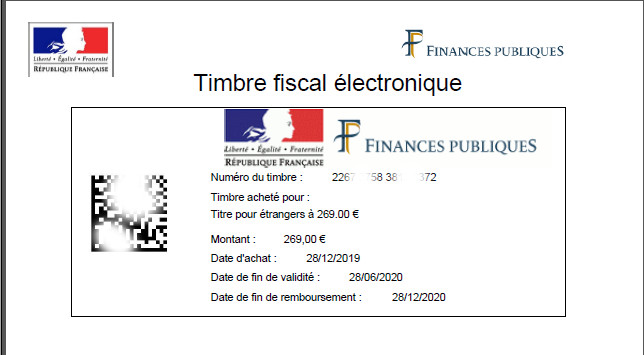
Timbre fiscal informatisé, imprimé par le contribuable. 2019, délivrance d'un titre de séjour.

Le timbre électronique est désormais la forme exclusive d'acquittement du droit de timbre : le contribuable acquitte en ligne le montant du timbre et reçoit soit un document à imprimer muni d'un code-barres 2D qui est lu lors de l'accomplissement de la formalité, soit un SMS contenant l'identifiant du timbre fiscal.